# 劉湍
後漢文祖劉湍（?—?），沙陀人。自称汉明帝第八子淮阳王刘昞之后。是劉昂的父親，劉僎的祖父，劉琠的曾祖父，刘知远的高祖父。
947年，刘知远登位後，他被尊為皇帝，廟號后漢文祖，諡號明元皇帝，皇陵稱懿陵。